# Genea robertsonii
Genea robertsonii là một loài ruồi trong họ Tachinidae.